# NGC 6459
NGC 6459 (другие обозначения — ZWG 278.25, MCG 9-29-29, PGC 60817) — галактика в созвездии Дракон.
Этот объект входит в число перечисленных в оригинальной редакции «Нового общего каталога».